# Віндфолл (Індіана)
Віндфолл (англ. Windfall) — місто (англ. town) в США, в окрузі Тіптон штату Індіана. Населення — 696 осіб (2020).

## Географія
Віндфолл розташований за координатами 40°21′45″ пн. ш. 85°57′26″ зх. д. / 40.36250° пн. ш. 85.95722° зх. д. (40.362504, -85.957181).  За даними Бюро перепису населення США в 2010 році місто мало площу 0,76 км², уся площа — суходіл.

## Демографія
Згідно з переписом 2010 року, у місті мешкало 708 осіб у 279 домогосподарствах у складі 190 родин. Густота населення становила 932 особи/км².  Було 324 помешкання (426/км²).
Расовий склад населення:
| - 97,2 % — білих - 0,3 % — корінних американців - 0,3 % — чорних або афроамериканців - 0,3 % — азіатів - 1,1 % — осіб інших рас |

До двох чи більше рас належало 0,8 %. Частка іспаномовних становила 5,4 % від усіх жителів.
За віковим діапазоном населення розподілялося таким чином: 25,4 % — особи молодші 18 років, 59,1 % — особи у віці 18—64 років, 15,5 % — особи у віці 65 років та старші. Медіана віку мешканця становила 38,8 року. На 100 осіб жіночої статі у місті припадало 97,8 чоловіків;  на 100 жінок у віці від 18 років та старших — 93,4 чоловіків також старших 18 років.
Середній дохід на одне домашнє господарство  становив 49 722 долари США (медіана — 38 365), а середній дохід на одну сім'ю — 55 072 долари (медіана — 43 036). Медіана доходів становила 37 450 доларів для чоловіків та 31 691 долар для жінок. За межею бідності перебувало 19,1 % осіб, у тому числі 20,2 % дітей у віці до 18 років та 10,5 % осіб у віці 65 років та старших.
Цивільне працевлаштоване населення становило 337 осіб. Основні галузі зайнятості: виробництво — 26,4 %, освіта, охорона здоров'я та соціальна допомога — 22,3 %, науковці, спеціалісти, менеджери — 9,8 %, будівництво — 9,8 %.